# Saison 2016-2017 du Montpellier Hérault Sport Club
Maillots
Chronologie
Saison précédente Saison suivante
La saison 2016-2017 du Montpellier Hérault Sport Club est la trente-cinquième saison du club héraultais en première division du championnat de France, la huitième saison consécutive au sein de l'élite du football français. Cette saison est marquée par une volonté de stabilité après une saison chaotique et deux changements d’entraîneur.
Frédéric Hantz, entraîneur de 50 ans, est à la tête du staff montpelliérain avec pour mission de redorer l'image du club héraultais après une saison très compliquée notamment en ce qui concerne les relations entre la direction et ses prédécesseurs.
Cette saison fait donc suite à une saison délicate pour les supporteurs, puisque les Pailladins, surnom des joueurs du club, ont longtemps flirté avec la zone de relégation avant de s'en éloigner définitivement en fin de saison. Les objectifs pour cette nouvelle saison sont forcément revus à la baisse, Louis Nicollin visant d'obtenir le maintien le plus rapidement possible avant de penser à autre chose, les grands favoris pour le titre étant une nouvelle fois le Paris Saint-Germain et l'AS Monaco, dotés de moyens financiers beaucoup plus importants, et l'Olympique lyonnais, de plus en plus performant grâce à ses jeunes issus du centre de formation.
Les Pailladins participent également durant la saison aux deux coupes nationales que sont la Coupe de France et la Coupe de la ligue où ils sont éliminés respectivement dès les trente-deuxièmes de finale par l'Olympique lyonnais et dès les huitièmes de finale par le FC Nantes. Ces éliminations prématurées permettent au club de se concentrer sur son principal objectif, le maintien. Après un changement d’entraîneur à la moitié de la saison, les hommes de Jean-Louis Gasset perdent lentement leur avance sur les relégables mais réalisent deux performances importantes en avril, permettant au club de terminer à la quinzième place du classement.

## Avant saison

### Transferts
Mise à part les retours de prêt entrant ou sortant de cette fin d'année, le mercato débute pour le MHSC par le départ de trois joueurs, Jean Deza qui n'a jamais réussi à s'épanouir au sein du club et qui signe au Levski Sofia fin mai afin d'essayer de relancer sa carrière en Europe, Jonas Martin, pierre angulaire du milieu de terrain pailladin qui signe pour trois millions d'euros au Bétis Séville rejoignant ainsi le prestigieux championnat espagnol et Sébastien Wüthrich qui résilie d'un commun accord son contrat avec le club le 20 juin 2016. Les départs s’enchaînent dans le club de la capitale héraultaise, puisque deux jours plus tard, c'est le milieu défensif Bryan Dabo qui annonce son départ pour signer à l'AS Saint-Etienne, ainsi que Quentin Cornette, qui signe à l'Amiens SC alors qu'il lui restait encore un an de contrat. Florian Sotoca est lui en fin de contrat à l'issue de la saison dernière et il s'est engagé en faveur du Grenoble Foot. Anthony Ribelin a lui décidé de signer son premier contrat professionnel au Stade rennais alors que le MHSC lui avait également proposé un contrat. Djamel Bakar a été laissé libre de tout contrat par ses dirigeants et s'est engagé en faveur de RCS Charleroi . L'option d'achat concernant Ramy Bensebaini n'a pas été levé par les dirigeants, il était donc de retour à Paradou AC mais il a été transféré au Stade rennais pour 2 M€ . Enfin, à quelques heures de la clôture du marché estival, le club héraultais enregistre un dernier départ en la personne de Jamel Saihi qui quitte le club pour le Angers SCO après 16 ans au sein de la maison pailladine.
Le 8 juillet, les dirigeants annoncent l'arrivée d'une première recrue en la personne de Anthony Vanden Borre, l'international belge est prêté pour une période d'un an avec option d'achat par le RSC Anderlecht, puis le 20 juillet c'est le jeune Killian Sanson frère de Morgan Sanson qui arrive en provenance de l'Évian Thonon Gaillard FC et qui signe son premier contrat professionnel. À la suite de la liquidation judiciaire de l'Évian Thonon Gaillard FC, le club a récupéré Oan Djorkaeff, le fils de Youri Djorkaeff, âgé de 17 ans et qui évoluera avec l'équipe réserve. Le 25 août, le club voit arriver sa quatrième recrue de l'été en la personne de Yacouba Sylla, prêté pour un an avec option d'achat par le Stade rennais. Enfin, alors que le mercato est clot, le Montpellier HSC use de la possibilité de recruter des joueurs libres de tout contrat en dehors des périodes légales en faisant signé l'ancien parisien, Stéphane Sessègnon et l'ancien défenseur de l'Evian Thonon Gaillard, Cédric Mongongu.
Les dirigeants du MHSC sont rapidement à pied d'œuvre lors du mercato hivernal, enregistrant le 3 janvier, le départ en pret de Kévin Bérigaud pour le Angers SCO et trois jours plus tard l'arrivée de Nordi Mukiele depuis le Stade lavallois. Enfin après la retraite surprise de Anthony Vanden Borre, les dirigeants trouvent un accord avec l'Olympique de Marseille pour le transfert de Morgan Sanson, avant de confirmer l'arrivée en prêt sans option d'achat de Jonathan Ikoné en provenance du Paris Saint-Germain puis de Lukáš Pokorný en provenance du FC Slovan Liberec. Avec l'arrivée d'un nouveau défenseur, les dirigeants décident de se séparer de Nicolas Saint-Ruf qui rejoint le SC Bastia sans indemnité de transfert mais avec une clause pouvant rapporter 15% d'un prochain transfert du joueur depuis le club corse. Après plusieurs semaines de tractation avec le Mamelodi Sundowns FC, le Montpellier HSC annonce l'arrivée de Keagan Dolly le 27 janvier 2017, puis le 30 janvier celle d'Isaac Mbenza en provenance du Standard de Liège.
Le 31 janvier 2017, après une lourde défaite au stade Vélodrome, les dirigeants remercie Frédéric Hantz et son adjoint qui quittent le club et sont remplacés par Jean-Louis Gasset qui est assisté par Ghislain Printant et Pascal Baills.

### Préparation d'avant-saison
Alors que peu d'informations ont filtré sur la préparation des pailladins, c'est mi-juillet qu'a été diffusée la liste des matchs amicaux de préparation du club. Outre deux matchs face à des équipes hiérarchiquement inférieures, l'Avenir Foot Lozère et le Clermont Foot, les dirigeants pailladins ont choisi de jouer contre des équipes de niveau équivalent à celui du MHSC en affrontant le Toulouse FC, le Sunderland AFC et le Real Betis.
Le MHSC effectue son stage d'avant-saison, comme lors des saisons précédentes, à Mende en Lozère du 11 au 15 juillet.
Après deux victoires contre des clubs de divisions inférieures face à l'Avenir Foot Lozère (CFA2) et le Clermont Foot (L2), le MHSC privé de nombreux titulaire chute lourdement face au Toulouse FC (3-0) avant de se ressaisir en tenant en échec le Sunderland AFC un but partout trois jours plus tard.

## Compétitions

### Championnat
La saison 2016-2017 de Ligue 1 est la soixante-dix-huitième édition du championnat de France de football et la quinzième sous l'appellation « Ligue 1 ». La division oppose vingt clubs en une série de trente-huit rencontres. Les meilleurs de ce championnat se qualifient pour les coupes d'Europe que sont la Ligue des champions (le podium) et la Ligue Europa (le quatrième et les vainqueurs des coupes nationales). Le Montpellier HSC participe à cette compétition pour la trente-cinquième fois de son histoire et la huitième consécutive depuis la saison 2009-2010.

#### Un début de saison mitigé - Journées 1 à 5
Sur les cinq premières journées de championnat, trois matchs semblent abordables pour les pailladins qui débutent face à l'Angers SCO, avant un déplacement périlleux sur le terrain de l'AS Saint-Étienne, puis la réception du Stade rennais et un déplacement chez l'EA Guingamp lors de la quatrième journée. Enfin, la réception de l'OGC Nice sur une pente ascendante sera un test important lors de la cinquième journée pour les hommes de Frédéric Hantz.
Les pailladins démarrent la compétition de la meilleure des façons en s'imposant un but à zéro face à l'Angers SCO, grâce à un magnifique but de Ryad Boudebouz dès la 8e minute, mais n'arrivent pas à enchaîner face à l'AS Saint-Étienne, leur bête noire, lors de la journée suivante et ce malgré l'ouverture du score de Steve Mounié à laquelle les verts répondent par trois buts en seconde période. Lors de la troisième journée, les hommes de Frédéric Hantz n'arrivent pas à concrétiser leur domination, et malgré l'ouverture du score par Daniel Congré, le match change de physionomie après la blessure du capitaine Vitorino Hilton et l'égalisation du Stade rennais qui ne permet au club montpelliérain d'accrocher qu'un petit point à domicile. Alors que la trêve internationale a permis à chacun de souffler un peu, les Montpelliérains sont en déplacement chez le surprenant leader bretons, l'EA Guingamp. Après avoir ouvert le score par Morgan Sanson, les pailladins concèdent finalement l'égalisation à leur adversaire et repartent avec un petit point de leur périple en Bretagne. Lors de la journée suivante, les Montpelliérains accueillent l'OGC Nice au Stade de la Mosson et n'arrivent qu'à faire un match nul un partout après l'ouverture du score par Ryad Boudebouz avant l'égalisation de l'ancien pailladin, Younes Belhanda.

#### Un automne mitigé - Journées 6 à 11
Le début d'automne est compliqué pour les pailladins qui chutent lourdement sur la pelouse de l'Olympique lyonnais cinq buts à un après une expulsion plus que contestée par les joueurs montpelliérains, avant de céder à domicile face au FC Metz qui s'impose un but à zéro devant seulement 9 752 spectateurs, puis de se faire rejoindre dans les derniers instants de la rencontre sur la pelouse du Dijon FCO, malgré le premier coup du chapeau de Casimir Ninga en première division. Le réveil a lieu lors de la journée suivante face au SM Caen qui s'inclinent trois buts à deux au Stade de la Mosson, grâce à un doublé et à une passe décisive de Casimir Ninga, mais les hommes de Frédéric Hantz n'enchainent pas lors de la journée suivante en s'inclinant lourdement sur le terrain de l'AS Monaco, six buts à deux malgré la bonne performance de Ryad Boudebouz. C'est avec une équipe fortement diminuée par les blessures et une épidémie de gastro-entérite que les pailladins se déplacent chez la lanterne rouge, le FC Lorient. Menés deux à zéro après 25 minutes de jeu, les Montpelliérains arrachent finalement le match nul deux buts partout grâce notamment à un but et une passe décisive de Morgan Sanson.

#### Entre exploit et contre-performance - Journées 12 à 19
Lors de la douzième journée, les pailladins reçoivent dans un Stade de la Mosson chauffé par près de 18 000 spectateurs, l'Olympique de Marseille de Rudi Garcia en quête d'un premier succès en championnat. Mais c'est Ryad Boudebouz, l'homme en forme du Montpellier HSC, qui va frapper fort d'entrée en inscrivant un doublé en première période. La réduction du score des olympiens sera rapidement douché par un contre grandement mené par Steve Mounié et Morgan Sanson, le second servant le premier trois minutes seulement après le but de Florian Thauvin. La journée suivante, le Montpellier HSC est en déplacement chez une de ses bêtes noire, le SC Bastia. Après avoir encaissé un but contre son camp dans les dix premières minutes, les Montpelliérains vont revenir au score en seconde période par Steve Mounié dans un match où ils ont été maîtres du ballon. Lors de la quatorzième journée, les hommes de Frédéric Hantz vont réaliser une piètre prestation face à l'AS Nancy-Lorraine, en laissant échapper les points lors d'un match nul zéro partout largement à leur portée, puis vont sombrer sur la pelouse du Toulouse FC sur le score d'un but à zéro, mais en étant loin de leur niveau de jeu habituel. Lors de la seizième journée, les pailladins reçoivent au Stade de la Mosson le Paris Saint-Germain et réalisent le match parfait en battant trois buts à zéro des Parisiens complètement perdus, grâce à un Morgan Sanson des grands soirs et à des buts magnifiques de Paul Lasne, Ellyes Skhiri et Ryad Boudebouz. Malheureusement, les Montpelliérains n’enchaînent pas lors de la journée suivante et s'incline face à un concurrent direct, le Lille OSC sur le score de deux buts à un malgré une nette domination de leur adversaire, avant de faire une démonstration contre les Girondins de Bordeaux, battus au Stade de la Mosson quatre buts à zéro grâce notamment à un Paul Lasne décisif. Les hommes de Frédéric Hantz terminent l'année par une courte défaite un but à zéro sur la pelouse du FC Nantes, sans pour autant avoir démérité sur l'ensemble du match.

#### Un hiver en dents de scie - Journées 20 à 27
Lors de la vingtième journée, les pailladins entament l'année 2017 par un match nul un but partout au Stade de la Mosson face au Dijon FCO, avant d'aller s'incliner sur la pelouse du FC Metz deux buts à zéro. Les héraultais se font ensuite humilier sur la pelouse du Stade Vélodrome par l'Olympique de Marseille cinq buts à un, et ce malgré un magnifique coup franc de Ryad Boudebouz. Ce match est la défaite de trop et les dirigeants décident de changer d'entraineur à la tête de l'équipe, Frédéric Hantz est remplacé par Jean-Louis Gasset qui réussit ses débuts sur le banc grâce à une victoire deux buts à un face au SC Bastia, puis en réalisant une performance honorable face au leader du championnat, l'AS Monaco, s'inclinant néanmoins deux buts à un et enfin en obtenant la première victoire à l’extérieur de la saison sur la pelouse de l'AS Nancy-Lorraine trois buts à zéro avec un doublé d'Isaac Mbenza. Lors de la 26e journée, les pailladins confirment leur bonne forme en s'imposant deux buts à un sur leur pelouse face à l'AS Saint-Étienne, grâce notamment à Steve Mounié en pleine confiance durant le mois de février, puis s'inclinent de justesse face à l'un des cadors de la saison, deux buts à un, sur la pelouse de l'OGC Nice.

#### Une période de sueur froide - Journées 28 à 33
Lors de la vingt-huitième journée, les pailladins réalise un match nul un but partout au Stade de la Mosson face à l'EA Guingamp, avant de s'incliner à domicile face au FC Nantes trois buts à deux face à des adversaires directs au maintien, puis d'être corrigé par les Girondins de Bordeaux cinq buts à un lors de la 30e journée et enfin de perdre un but à zéro à domicile face au Toulouse FC lors de la journée suivante. C'est le 8 avril que les hommes de Jean-Louis Gasset, en déplacement chez un concurrent direct au maintien, vont enfin sortir de cette spirale négative en s'imposant deux buts à zéro sur la pelouse du SM Caen grâce entre autres à un excellent Ryad Boudebouz, puis en mettant un terme à l'excellente série du FC Lorient qui vient s'incliner deux buts à zéro sur la pelouse montpelliéraine.

#### Le sprint final - Journées 34 à 38
Le sprint final bien que sans grands enjeux pour les Montpelliérains démarre par un match compliqué au Parc des Princes face au Paris Saint-Germain en plein duel avec l'AS Monaco pour le titre de champion de France. Les pailladins s'inclinent d'ailleurs deux buts à zéro, dans un match ouvert duquel ils n'ont pas à rougir. Mais les hommes de Jean-Louis Gasset retombent dans leur travers dès les journées suivantes en s'inclinant lourdement sur leur pelouse face au Lille OSC sur le score de trois buts à zéro, puis face au Stade rennais sur le score d'un but à zéro, avant de sombrer à domicile face à l'Olympique lyonnais sur le score de trois buts à un, puis de terminer sur une mauvaise note sur la pelouse de l'Angers SCO sur le score de deux buts à zéro.

### Classement final et statistiques
Le Montpellier HSC termine le championnat à la quinzième place avec 10 victoires, 9 matchs nuls et 19 défaites. Une victoire rapportant trois points et un match nul un point, le MHSC totalise 39 points soit cinquante-six points de moins que le club sacré champion, l'AS Monaco. Les Montpelliérains possèdent la septième meilleure attaque du championnat, la dix-huitième défense. Le MHSC est la onzième meilleure équipe à domicile du championnat (29 points), et la dix-neuvième à l'extérieur (10 points). Le club termine à la deuxième place du classement du fair-play établi par la Ligue de football professionnel, avec 45 cartons jaunes et 5 cartons rouges.
L'AS Monaco est qualifié pour la phase de groupes de la Ligue des Champions 2017-2018 ainsi que le Paris Saint-Germain qui occupe la deuxième place. L'OGC Nice, qui finit troisième, participera au troisième tour de la compétition pour tenter d'accéder à la phase de groupes. Les trois places qualificatives pour la Ligue Europa 2017-2018 reviennent respectivement à l'Olympique lyonnais, l'Olympique de Marseille et aux Girondins de Bordeaux, quatrième, cinquième et sixième du championnat, le vainqueur de la coupe de France et de la coupe de la Ligue étant le Paris Saint-Germain. Les trois clubs relégués en Ligue 2 2017-2018 sont le SC Bastia après cinq ans au plus haut niveau ainsi que le FC Lorient après onze ans au plus haut niveau et l'AS Nancy-Lorraine qui redescend après une seule saison en première division.
| Rang | Équipe          | Pts | J  | G  | N  | P  | Bp | Bc | Diff |
| ---- | --------------- | --- | -- | -- | -- | -- | -- | -- | ---- |
| 12   | Angers SCO      | 46  | 38 | 13 | 7  | 18 | 40 | 49 | -9   |
| 13   | Toulouse FC     | 44  | 38 | 10 | 14 | 14 | 37 | 41 | -4   |
| 14   | FC Metz P       | 43  | 38 | 11 | 10 | 17 | 39 | 72 | -33  |
| 15   | Montpellier HSC | 39  | 38 | 10 | 9  | 19 | 48 | 66 | -18  |
| 16   | Dijon FCO P     | 37  | 38 | 8  | 13 | 17 | 46 | 58 | -12  |
| 17   | SM Caen         | 37  | 38 | 10 | 7  | 21 | 36 | 65 | -29  |
| 18   | FC Lorient      | 36  | 38 | 10 | 6  | 22 | 44 | 70 | -26  |

- Barrages de relégation
- P : Promus de Ligue 2 2015-2016

### Coupe de France
La coupe de France 2016-2017 est la 100e édition de la coupe de France, une compétition à élimination directe mettant aux prises les clubs de football amateurs et professionnels à travers la France métropolitaine et les DOM-TOM. Elle est organisée par la FFF et ses ligues régionales.
Les pailladins s'inclinent dès leur entrée en lice sur la pelouse de l'Olympique lyonnais sur le score de cinq buts à zéro, en encaissant deux buts en moins de 10 minutes en début de match et sans jamais avoir inquiété les joueurs lyonnais.

### Coupe de la Ligue
La Coupe de la Ligue 2016-2017 est la 23e édition de la Coupe de la Ligue, compétition à élimination directe organisée par la Ligue de football professionnel (LFP) depuis 1994, qui rassemble uniquement les clubs professionnels de Ligue 1, Ligue 2 et National. Depuis 2009, la LFP a instauré un nouveau format de coupe plus avantageux pour les équipes qualifiées pour une coupe d'Europe.
Pour leur entrée en lice, les pailladins s'imposent chez un club de seconde division, le Stade lavallois, sur le score de deux buts à zéro, assurant l'essentiel dans un match assez pauvre au niveau du jeu. Ils s'inclinent dès le tour suivant sur la pelouse du FC Nantes, trois buts à un, dans un match où le seul le spectaculaire but de Kévin Bérigaud aura marqué les esprits.

### Matchs officiels de la saison
Le tableau ci-dessous retrace les rencontres officielles jouées par le Montpellier HSC durant la saison. Les buteurs sont accompagnés d'une indication sur la minute de jeu où est marqué le but et, pour certaines réalisations, sur sa nature (penalty ou contre son camp).
| Compétition       | Débute au tour | Place ou tour final | Matches joués | Gagnés | Nuls | Perdus | Buts pour | Buts contre | Différence |
| Ligue 1           | -              | 15e                 | 38            | 10     | 9    | 19     | 48        | 66          | -18        |
| Coupe de France   | 1/32 de finale | 1/32 de finale      | 1             | 0      | 0    | 1      | 0         | 5           | -5         |
| Coupe de la ligue | 1/16 de finale | 1/8 de finale       | 2             | 1      | 0    | 1      | 3         | 3           | +0         |
| Total             | -              | -                   | 41            | 11     | 9    | 21     | 51        | 74          | -23        |

## Joueurs et encadrement technique

### Encadrement technique

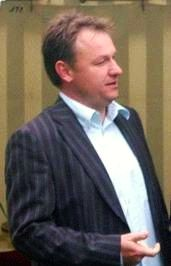
Frédéric Hantz, entraîneur du club.

Cet ancien joueur professionnel a surtout fait ses classes en tant qu’entraîneur en permettant au SC Bastia de retrouver la première division en 2012. Sitôt sa carrière de joueur achevée au Rodez AF, il prend les rênes de l'équipe qu'il dirige pendant 3 saisons avant de prendre la direction de l'ESA Brive, qui évolue également en CFA et qu'il amène en quart de finale de la Coupe de France 2004, face au Paris Saint-Germain. Il est engagé en décembre 2004 par l'équipe du Mans UC, alors que l'équipe est en Ligue 2. Après deux saisons réussies dans la Sarthe (remontée en Ligue 1, deux fois demi-finalistes de la coupe de la ligue), il décide de relever un nouveau défi en prenant les rênes du FC Sochaux-Montbéliard, qualifié pour la Coupe UEFA. Le 18 décembre 2008, il est nommé à la tête du Havre AC, mal-en-point en championnat, et remplace Jean-Marc Nobilo. En mai 2010, il devient l'entraîneur du SC Bastia, équipe avec laquelle il remporte plusieurs titres.
Frédéric Hantz est assisté par Arnaud Cormier qui a déjà occupé ce poste au côté de l’entraîneur aveyronnais au Mans UC.
L'entraîneur des gardiens est Teddy Richert, ancien gardien de but professionnel entre 1996 et 2012 principalement au FC Sochaux-Montbéliard, il remporte au cours de sa carrière une Coupe de France en 2007 et une Coupe de la Ligue en 2004 ainsi que le titre de meilleur gardien de Ligue 1 en 2007. Le 16 mars 2015, à la suite du licenciement d'Alain Casanova, il intègre le staff du Toulouse FC pour y occuper la fonction d'entraîneur des gardiens après avoir été l'entraîneur des gardiens de but du centre de formation toulousain depuis fin 2013. Il quitte le staff de Dominique Arribagé en juin 2015 et s'engage au près du Montpellier HSC en juin 2016 en remplacement de David Moulin.
Le 31 janvier 2017, Jean-Louis Gasset remplace Frédéric Hantz à la tête de l'équipe. Ancien joueur professionnel du club, il a déjà entraîné le club à la fin des années 1990. Mais il fait surtout carrière en étant l'adjoint de deux entraineurs de renommée, Luis Fernandez dans un premier temps, mais surtout Laurent Blanc entre 2007 et 2016.
Jean-Louis Gasset n'arrive pas seul, puisque Ghislain Printant, est recruté dans le même temps comme adjoint.

### Effectif professionnel
Dans l'effectif professionnel de la saison 2016-2017, pas moins de dix joueurs sont issus du centre de formation du club. Parmi eux, deux sont particulièrement attachés à ce club puisque nés dans la ville de Montpellier, il s'agit de Jonathan Ligali, le troisième gardien du club et de l'international tunisien, Jamel Saihi.
En grisé, les sélections de joueurs internationaux chez les jeunes mais n'ayant jamais été appelés aux échelons supérieurs une fois l'âge limite dépassé.

### Statistiques individuelles
| Joueur             | Total |
| Ryad Boudebouz     | 9     |
| Morgan Sanson      | 7     |
| Souleymane Camara  | 3     |
| Steve Mounié       | 3     |
| Casimir Ninga      | 2     |
| Stéphane Sessègnon | 2     |
| Paul Lasne         | 2     |
| Kévin Bérigaud     | 1     |
| Nicolas Saint-Ruf  | 1     |
| William Rémy       | 1     |
| Alexandre Llovet   | 1     |
| Jonathan Ikoné     | 1     |
| Isaac Mbenza       | 1     |
| Ellyes Skhiri      | 1     |

| Joueur             | Total |
| Steve Mounié       | 15    |
| Ryad Boudebouz     | 11    |
| Casimir Ninga      | 5     |
| Morgan Sanson      | 3     |
| Paul Lasne         | 3     |
| Isaac Mbenza       | 3     |
| Kévin Bérigaud     | 2     |
| Stéphane Sessègnon | 2     |
| Jérôme Roussillon  | 1     |
| Souleymane Camara  | 1     |
| Ellyes Skhiri      | 1     |
| Yacouba Sylla      | 1     |
| Vitorino Hilton    | 1     |
| Jonathan Ikoné     | 1     |

## Tactique
| \| Pionnier Mukiele Hilton Roussillon Congré Boudebouz Skhiri Sanson Camara Sessègnon Mounié \| Équipe type de la saison 2016-2017. · D'après les temps de jeu à leur poste. |
| Pionnier Mukiele Hilton Roussillon Congré Boudebouz Skhiri Sanson Camara Sessègnon Mounié                                                                                    |

La formation la plus utilisée par le MHSC lors de la saison passée est le 4-2-3-1, pour quatre défenseurs, deux milieux de terrain défensifs ou récupérateurs, trois milieux de terrain à vocation offensive et un attaquant. 

## Aspects juridiques et économiques

### Structure juridique et organigramme
Lors de la saison 2016-2017, le Montpellier Hérault Sport Club est une société anonyme sportive professionnelle (SASP) au capital de 610 000 euros. Cette société est liée par convention à l'association loi de 1901 de l'Association sportive Montpellier Hérault Sport Club qui gère le centre de formation et les équipes amateurs du club. L'association est titulaire du numéro d'affiliation de la Fédération française de football, la SASP possède 100 % du capital.
Le Montpellier HSC est dirigé par un conseil d'administration dont le président est, depuis 1974, Louis Nicollin, ses deux fils, Laurent et Olivier, et l'Association Sportive Montpellier Hérault Sport Club en étant les autres membres.
L'organigramme s'établit comme suit :
| Direction | Administratif | Sportif |
| --- | --- | --- |
| Président : Louis Nicollin Président délégué : Laurent Nicollin Président de l'association : Gilbert Varlot Directeur adm. et financier : Philippe Peybernes Directeur sportif : Bruno Carotti Manager centre de formation : Henri Stambouli | Directeur marketing : Benoît Le Quéré Directeur développement : Fabrice Garcia Directeur communication : Pierre Bourdel Directeur sécurité : Pierre-Marie Grappin Responsable de la section féminine : Sydney Biton | Entraîneur :Frédéric Hantz Entraîneur adjoint : Arnaud Cormier Entraîneur des gardiens : David Moulin Préparateur physique : Stéphane Paganelli |

### Équipementiers et sponsors
Le Montpellier HSC change régulièrement d’équipementier au cours de son histoire. Le Coq Sportif équipe le club jusqu'en 1981, puis Puma de 1981 à 1987, Duarig de 1987 à 1989 et ensuite Adidas jusqu’en 1995. Le club signe ensuite avec Erima un contrat de trois ans puis retourne chez Adidas en 1999. En 2000, à la suite de la descente en Ligue 2, Montpellier HSC signe un contrat avec Nike à qui il reste fidèle depuis lors. Le club ouvre en 2010, en partenariat avec Nike, son « MHSC Store » dans le centre commercial « Odysseum ».

## Affluence et télévision

### Affluence
Affluence du MHSC à domicile

### Retransmission télévisée
Lors de la saison 2016-2017 de Ligue 1, comme lors de la saison précédente, la Ligue de football professionnel (LFP) a choisi de prendre exemple sur les championnats étrangers et d'étaler les matchs sur les trois jours du week-end et sur plusieurs tranches horaires. Ainsi la journée de championnat débutera le vendredi soir à 20 h 45, un match sera diffusé samedi à 17 h, puis quatre matchs à 20 h, enfin un match sera diffusé à 15 h le dimanche, puis un à 17 h et enfin un à 20 h 45.
Les droits télévisés seront versés par la LFP au MHSC au terme de la saison. À une part fixe qui revient de droit à chaque club de l'élite, sera ajoutée une partie variable qui est calculée à partir des résultats sportifs et de la notoriété de l'équipe.

## Équipe réserve et équipes de jeunes

### Équipe réserve
L’équipe réserve du Montpellier HSC sert de tremplin vers le groupe professionnel pour les jeunes du centre de formation ainsi que de recours pour les joueurs de retour de blessure ou en manque de temps de jeu. Elle a été promue en CFA en fin de saison 2015-2016 sous la direction de William Prunier, qui dirige cette équipe pour la première fois.
Pour la saison 2016-2017, elle évolue dans le Championnat de France Amateur, soit le quatrième niveau de la hiérarchie du football en France. Les objectifs de l'équipe sont de se maintenir au plus vite pour ne pas faire un aller-retour express à ce niveau. 
| Rang | Équipe                 | Pts | J  | G | N  | P  | Bp | Bc | Diff |
| ---- | ---------------------- | --- | -- | - | -- | -- | -- | -- | ---- |
| 12   | OGC Nice rés.          | 35  | 30 | 8 | 11 | 11 | 37 | 50 | -13  |
| 13   | FC Sète                | 35  | 30 | 8 | 11 | 11 | 26 | 28 | -2   |
| 14   | ES Paulhan-Pézenas P   | 33  | 30 | 8 | 9  | 13 | 34 | 45 | -11  |
| 15   | Montpellier HSC rés. P | 31  | 30 | 8 | 7  | 15 | 26 | 45 | -19  |
| 16   | US Le Pontet           | 24  | 30 | 5 | 9  | 16 | 25 | 45 | -20  |

- Relégué en National 3.
- P : Promu de CFA 2.

Le tableau suivant liste les matchs de l'équipe réserve du Montpellier HSC.

### Équipe de jeunes
Le Montpellier HSC aligne plusieurs équipes de jeunes dans les championnats départementaux et régionaux. Parmi ces équipes de jeunes, l'équipe des mois de 19 ans participe à deux compétitions majeures, le championnat national des moins de 19 ans et la Coupe Gambardella 2016-2017. L'équipe des mois de 17 ans évolue également en championnat national.
| Rang | Équipe                 | Pts | J  | G  | N | P  | Bp | Bc | Diff |
| ---- | ---------------------- | --- | -- | -- | - | -- | -- | -- | ---- |
| 1    | AS Monaco              | 55  | 26 | 17 | 4 | 5  | 66 | 36 | +30  |
| 2    | Montpellier HSC        | 45  | 26 | 14 | 3 | 9  | 49 | 32 | +17  |
| 3    | AS Saint-Etienne       | 41  | 26 | 11 | 8 | 7  | 33 | 22 | +11  |
| 4    | Toulouse FC            | 39  | 26 | 11 | 6 | 9  | 47 | 39 | +8   |
| 5    | Olympique de Marseille | 39  | 26 | 11 | 5 | 10 | 40 | 52 | -12  |

| Rang | Équipe          | Pts | J  | G  | N | P  | Bp | Bc | Diff |
| ---- | --------------- | --- | -- | -- | - | -- | -- | -- | ---- |
| 2    | Toulouse FC     | 47  | 26 | 14 | 5 | 7  | 72 | 39 | +33  |
| 3    | SC Air Bel      | 44  | 26 | 13 | 5 | 8  | 40 | 36 | +4   |
| 4    | FC Istres       | 44  | 26 | 13 | 5 | 8  | 44 | 43 | +1   |
| 5    | Montpellier HSC | 42  | 26 | 12 | 6 | 8  | 41 | 31 | +10  |
| 6    | OGC Nice        | 40  | 26 | 12 | 4 | 10 | 61 | 39 | +22  |
| 7    | Nîmes Olympique | 39  | 26 | 11 | 6 | 9  | 43 | 37 | +6   |
| 8    | SC Bastia       | 38  | 26 | 11 | 5 | 10 | 53 | 38 | +15  |